# Mengban Zhen
Mengban Zhen (kinesiska: 勐伴, 勐伴镇) är en köping i Kina. Den ligger i provinsen Yunnan, i den sydvästra delen av landet, omkring 390 kilometer söder om provinshuvudstaden Kunming. Antalet invånare är 13 735. Befolkningen består av 6 516 kvinnor och 7 219 män. Barn under 15 år utgör 27,0 %, vuxna 15-64 år 68 %, och äldre över 65 år 3,0 %.
Genomsnittlig årsnederbörd är 1 895 millimeter. Den regnigaste månaden är juli, med i genomsnitt 407 mm nederbörd, och den torraste är februari, med 17 mm nederbörd.